# Juan Lavalle
Juan Lavalle, (Juan Galo Levieux de La Vallée),
argentinski general, * 17. oktober 1797, Buenos Aires, † 9. oktober 1841, San Salvador de Jujuy.